# Quatro Princípios Cardeais

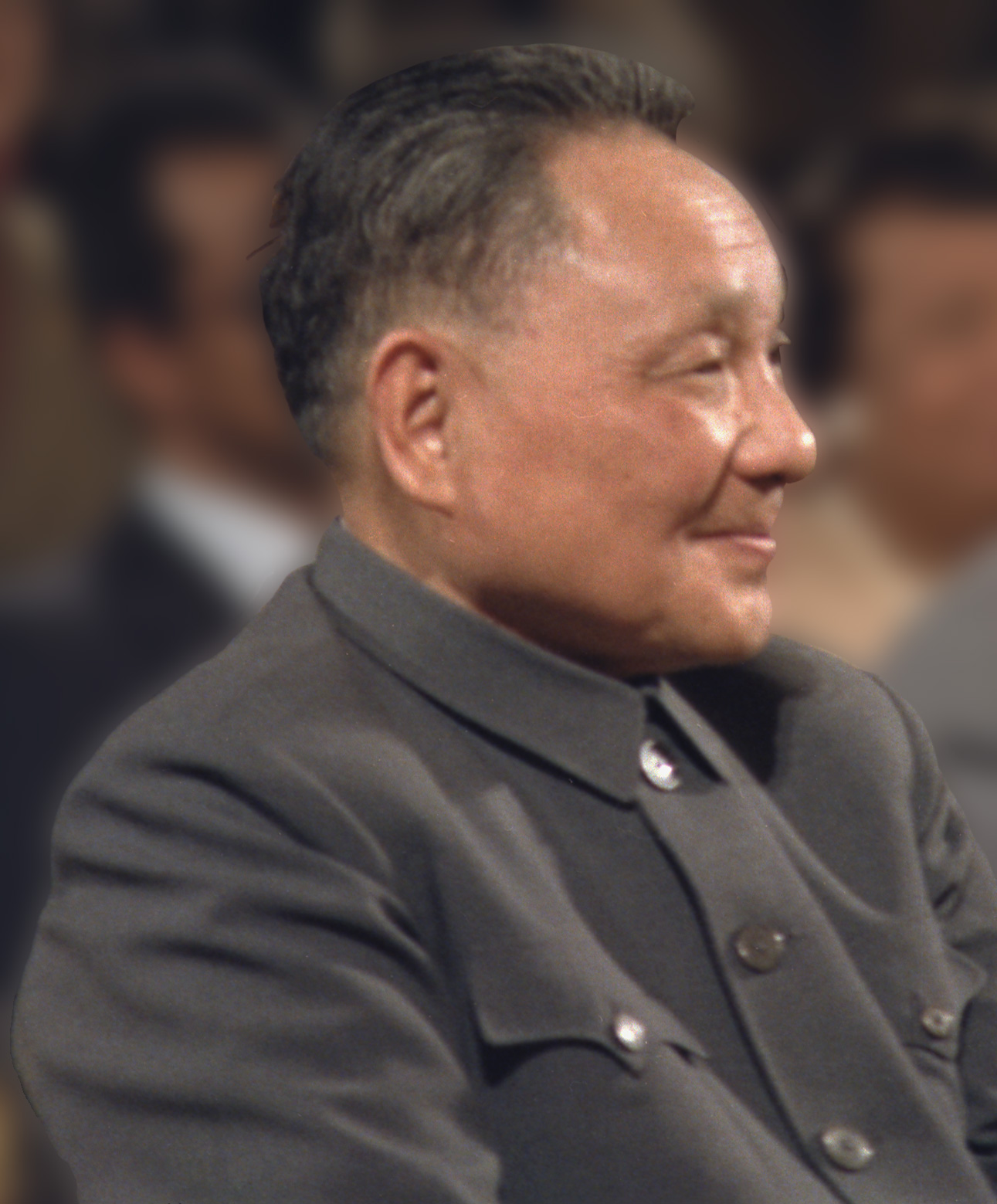
Deng Xiaoping

Os Quatro Princípios Cardeais (chinês simplificado: 四项基本原则, pinyin: Sì-xiàng Jīběn Yuánzé) foram declarados por Deng Xiaoping em 1979 e são as quatro questões para as quais não é permitido o debate dentro da República Popular da China.
Os princípios incluem: 
1. Defender o caminho socialista
2. Defender a ditadura democrática do povo
3. Defender a liderança do Partido Comunista da China
4. Defender o Pensamento Mao Zedong e o Marxismo-Leninismo

Tais princípios marcaram um relaxamento do controle sobre a ideologia. Ao afirmar os quatro princípios cardeais, a implicação era de que esses quatro tópicos não poderiam ser questionados, embora ideias políticas diferentes das que constam na lista poderiam ser alvo de debate. Além disso, ainda que os princípios em si não estejam sujeitos ao debate, as interpretações desses princípios estão. Há, por exemplo, um extenso debate desde a abertura e reforma da China sobre o significado da ideia de socialismo. 

Por outro lado, os princípios foram proclamados como um sinal de adesão à ideologia comunista, pavimentando assim um caminho seguro para a reavaliação da Grande Revolução Cultural Proletária e preservando a estabilidade ideológica e a legitimidade do Partido Comunista como uma resposta ao movimento do Muro da Democracia. 